# Antoine Barnave
Antoine Pierre Joseph Marie Barnave (født 22. oktober 1761 i Grenoble, død 29. november 1793 i Paris) var en fransk revolutionsmand.
Barnave blev 1783 advokat ved parlamentet i sin fødeby. Fordelagtig kendt som frisindet publicist blev han 1789 valgt til medlem af Nationalforsamlingen i Paris, hvor han snart gjorde sig bemærket som glimrende taler og blev meget populær. I forsamlingens andet år stod han som hovedleder af dens venstre side i modsætning til Mirabeau, der nu var vundet af hoffet. Han var en redelig, fædrelandssindet politiker, men uden skarpsyn og noget forfængelig. Han kæmpede for byernes municipalfrihed, for oprettelsen af Nationalgarden, inddragelsen af gejstlighedens godser, for lige borgerlige og politiske rettigheder for alle, også for protestanter — Barnave var selv protestant —, jøder og skuespillere, talte mod det kongelige veto og mod kongens ret til at erklære krig og slutte fred, og var en af Jakobinerklubbens stiftere. Men han var afgjort modstander af en republik, og begivenhederne overfløjede ham snart.
Da kongefamilien var bleven arresteret i Varennes, var Barnave blandt de deputerede, der udsendtes for at føre den tilbage til Paris. På hjemvejen vandt Marie Antoinette hans sympati, og der indlededes en korrespondance imellem dem: Barnave skulde arbejde for kongedømmets bevarelse, og kongen til gengæld uforbeholden godkende den nye forfatning. Men denne forståelse kom for sent; Barnave forspildte sin popularitet, og efter den konstituerende forsamlings opløsning vendte han tilbage til Grenoble, hvor han hurtig glemtes af alle, kun ikke af jakobinerne og Robespierre. Efter kongedømmets fald (10. august 1792) fandt man et papir, der røbede hans hemmelige forbindelse med hoffet (selve korrespondancen er først langt senere kommen for dagen). Barnave arresteredes og førtes til Paris. Han hensad længe i fængslet, men blev endelig stillet for Revolutionstribunalet, dømt til døden og guillotineret. Barnaves samlede værker (4 bind, Paris 1843) indeholder interessante memoirefragmenter.